# كلاكستون ويلش
كلاكستون ويلش (بالإنجليزية: Claxton Welch)‏ هو لاعب كرة قدم أمريكية أمريكي، ولد في 3 يوليو 1947 في بورتلاند في الولايات المتحدة.

## وصلات خارجية
- كلاكستون ويلش على موقع مرجع كرة القدم المحترفة.كوم (الإنجليزية)